# Зелёная Долина (Покровский район)
Зелёная Долина (укр. Зелена Долина) — село,
Покровский поселковый совет,
Покровский район,
Днепропетровская область,
Украина.
Код КОАТУУ — 1224255105. Население по переписи 2001 года составляло 108 человек .

## Географическое положение
Село Зелёная Долина находится в 3 км от левого берега реки Волчья,
на расстоянии в 1,5 км от села Старокасьяновское.
По селу протекает пересыхающий ручей с запрудой.
Рядом проходит автомобильная дорога Н-15.

## История
- 1912 — дата основания.